# Davide Baruffi
Davide Baruffi (Carpi, 4 ottobre 1974) è un politico italiano, assessore al Bilancio della Regione Emilia-Romagna, dal 7 aprile 2023 componente della Segreteria nazionale del Partito Democratico come responsabile Enti Locali.
È stato deputato della XVII legislatura.

## Biografia
Nato a Carpi (Modena), sposato con una figlia, dopo la maturità scientifica ha studiato scienze politiche all'Università di Bologna. Dopo esperienze lavorative nella logistica, dirigente politico, è stato sindaco di Soliera e segretario provinciale del PD di Modena.

### Sindaco di Soliera
Alle elezioni comunali in Emilia-Romagna del 1999 si candida a sindaco di Soliera, sostenuto da una lista civica di centro-sinistra, risultando eletto con il 59,23% dei voti. Alle comunali emiliane-romagnole del 2004 viene rieletto sindaco con il 79,44%.
Nel 2006 diventa coordinatore della segreteria provinciale dei Democratici di Sinistra (DS), rimanendo in carica fino al 2007, anno in cui aderisce allo scioglimento dei DS, sancito dal congresso di quell'anno, e la sua confluenza nel Partito Democratico (PD), di cui diventa coordinatore del comitato promotore della sezione modenese e successivamente nel 2008 responsabile provinciale del programma.

### Consigliere provinciale di Modena
Alle elezioni amministrative del 2009 viene candidato al consiglio provinciale di Modena, tra le liste del PD nel collegio di Soliera a sostegno del presidente uscente Emilio Sabattini, venendo eletto consigliere provinciale, facendo parte della commissione Territorio e Ambiente, e rimanendo in carica fino al 28 febbraio 2013. L'anno successivo diventa segretario provinciale del PD di Modena, incarico che mantiene fino al 13 marzo 2013.

### Deputato alla Camera
Nel dicembre 2012 partecipa alle elezioni primarie "Parlamentarie” del PD per selezionare i candidati al Parlamento in vista delle elezioni politiche, raccogliendo 7.086 preferenze a Modena, venendo candidato alla Camera dei deputati, tra le liste del PD nella circoscrizione Emilia-Romagna in ventiseiesima posizione, risultando eletto deputato. Nella XVII legislatura della Repubblica è stato componente della 11ª Commissione Lavoro pubblico e privato e della Commissione parlamentare d'inchiesta sulla contraffazione e pirateria commerciale.

### In Regione Emilia-Romagna
Dal 2018 al 2020 collabora nello staff politico, in qualità di consigliere, del presidente della Regione Emilia-Romagna Stefano Bonaccini.
L'11 febbraio 2020 viene nominato sottosegretario alla Presidenza della Giunta regionale dell'Emilia-Romagna da Bonaccini, appena riconfermato presidente dell'Emilia-Romagna.
Il 13 dicembre 2024 viene nominato assessore al Bilancio della Giunta regionale dell'Emilia-Romagna da Michele De Pascale, appena eletto presidente dell'Emilia-Romagna.

### Responsabile degli Enti locali del PD
Alle elezioni primarie del PD del 2023 sostiene la mozione di Bonaccini, di cui è stato coordinatore, ma che risulta perdente venendo sconfitto dalla deputata del PD Elly Schlein. Eletto nei nuovi organismi dirigenti, il 7 aprile 2023 entra nella Segreteria guidata da Schlein come Responsabile Enti Locali.
È considerato il braccio destro politico del presidente dell'Emilia-Romagna Stefano Bonaccini.